# رالف برينان
رالف برينان (بالإنجليزية: Ralph Brennan)‏ هو صاحب مطعم أمريكي، ولد في 13 ديسمبر 1951 في نيو أورلينز في الولايات المتحدة.